# The New Adventures of Pippi Longstocking
The New Adventures of Pippi Longstocking (Nederlands: De nieuwe avonturen van Pippi Langkous) is een Amerikaanse/Zweedse film uit 1988. De film is gebaseerd op de eerste 2 Pippi Langkous-boeken. Tama Erin vertolkte de rol van Pippi Langkous.

## Verhaal
Het magische meisje Pippi Langkous trekt de wereld rond op het schip van haar vader genaamd Hoptoad samen met haar paard, aap en haar vaders bemanning. Dit gaat gemakkelijk totdat ze langs een eiland passeren waar een vulkaan net uitbarst. Hierna ontstaat er een zware storm. Tijdens die storm gaan Pippi, haar vader, de aap meneer Nilsson en het paard Alfonso overboord. Pippi's vader Kapitein Langkous drijft weg waarna Pippi erin slaagt een vlot te bouwen van afgebroken resten van het schip en krijgt het paard en de aap erop. Haar vader zei dat ze elkaar weerzien in hun huis Villa Kakelbont. Ondertussen kijken 2 kinderen genaamd Tommy en Annika naar het verlaten Villa Kakelbont waar ze regelmatig in de tuin spelen. Ze dromen ervan dat er mensen met kinderen gaan wonen zodat ze een speelkameraadje hebben die naast hen woont. Opeens komt de zakenman Dan Blackhart langs met zijn 2 werknemers die van plan zijn om het verlaten huis te slopen om er woningen op te bouwen. Tommy en Annika willen echter niet dat hun speelplek volgebouwd wordt. Die avond gaan Tommy en Annika's ouders uit en moeten zij vroeger gaan slapen. Ze zien echter lichten in Villa Kakelbont en denken vervolgens aan spoken waarna ze het huis doorzoeken. Tommy en Annika treffen echter het meisje Pippi Langkous aan die er ingetrokken is met haar paard Alfonso en haar aap meneer Nilson.
Vervolgens probeert Dan Blackhart Pippi over te halen om het te verkopen. Na een gesprek blijkt Pippi over voldoende geld te beschikken dankzij haar vader's goud en zet ze hem met haar kracht vriendelijk aan de deur. Bij het spelen in het dorpje ontmoet ze de gedisciplineerde kinderen uit het weeshuis die in uniform naar de kapper gaan waarna Pippi voor hun cadeaus en ijsjes koopt. Hierdoor maakt ze zichzelf niet geliefd bij hun leidster en mevrouw Bannister die het weeshuis bezit. De vader van Tommy en Annika wil dat zijn kinderen uit Pippi's buurt blijven, maar de moeder ziet in dat ze dol zijn op Pippi. Mevrouw Bannister probeert vervolgens Pippi te overtuigen om in haar weeshuis te komen wonen omdat ze geen volwassene heeft die voor haar zorgt. Pippi stuurt haar echter wandelen waarna Blackhart zijn 2 werknemers stuurt om Pippi's goud te stelen onder het voorwendsel om haar dieren in beslag te komen nemen wegens dierenwelzijn. Pippi speelt echter met hun waarna de mannen vluchten. Vervolgens besluit het gemeentebestuur onder druk van mevrouw Bannister en meneer Blackhart dat Pippi in het weeshuis moet gaan wonen. Pippi wil dit niet en probeert te vluchten met een zelfgemaakte autogiro naar voorbeeld van de lokale piloot Jake. Ze moeten echter gered worden en Pippi besluit om voorlopig in het weeshuis te gaan wonen. Hierna is ook de moeder van Tommy en Annika tegen de vriendschap met Pippi waarna Pippi niet meer met hen mag omgaan. Meneer Settigren vindt daarna echter geen gegevens van Pippi's vader waarin hij het huis bezit of van het bestaan van zijn schip, maar hij laat het huis wel bewaken zodat niemand zich Villa Kakelbont kan toe-eigenen wat Blackhart jammer vindt. Ondertussen botst Pippi's karakter ook met het strenge karakter van de lerares van het weeshuis mevrouw Messerschmidt en het meisje dat de weeskinderen leidt voor de lerares en mevrouw Bannister. 's Nachts ontmoet Pippi echter op de zolder een zwerver genaamd Greg the Glue Man die een lijm heeft uitgevonden waardoor men op muren en plafonds kan lopen, maar diezelfde nacht staat het weeshuis in brand waarop Pippi de kinderen redt en een lokale heldin wordt. Hierna mag ze weer terug in Villa Kakelbont wonen en Tommy en Annika mogen weer haar vrienden zijn.
Op Kerstmis komt Pippi's vader aan op Villa Kakelbont. Hij overleefde de storm en is nu koning van een eiland vol inboorlingen net zoals Pippi eerder beweerde. Zijn schip ligt in de haven en hij wil dat Pippi met hem meegaat. Pippi gaat hierop in, maar bij het afscheid ziet ze hoe droevig de mensen in het dorp zijn omdat ze weggaat. Ze springt vervolgens het water in en besluit om te blijven in Villa Kakelbont.

## Rolverdeling
| Acteur                       | Personage                | Beschrijving                          |
| ---------------------------- | ------------------------ | ------------------------------------- |
| Tami Erin                    | Pippi Langkous           |                                       |
| David Seaman Jr.             | Tommy Settigren          |                                       |
| Cory Crow                    | Annika Settigren         |                                       |
| Eileen Brennan               | mevrouw Bannister        | eigenaar van het weeshuis             |
| Dennis Dugan                 | meneer Settigren         | vader van Tommy en Annika             |
| Dianne Hull                  | mevrouw Settigren        | moeder van Tommy en Annika            |
| George DiCenzo               | Dan Blackhart            | een lokale zakenman                   |
| Dick Van Patten              | Greg the Glue Man        | een zwerver                           |
| John Schuck                  | Kapitein Efraim Langkous | de vader van Pippi                    |
| Branscombe Richmond          | Fridolf                  | de stuurman van de Hoptoad            |
| Fay Masterson                |                          | leidster van de weeskinderen          |
| Carole Kean                  | mevrouw Messerschmidt    | de lerares van het weeshuis           |
| Frank Welker en Michael Bell |                          | de stemmen van Alfonso en Mr. Nilsson |
| Clark Niederjohn             | Jake                     | de piloot van de autogiro             |

## Achtergrond

### Productie
De filmproducer Gary Mehlman ontdekte de Zweedse televisieserie Pippi Langkous uit de jaren '70 dankzij zijn dochter en vroeg een Amerikaanse verfilming aan in november 1983 bij Lindgren, maar zij gaf geen toestemming. Hierop kreeg Mehlman na aandringen een vergadering met Astrid Lindgren en Svensk Filmindustri die de filmrechten bezit, in Stockholm. Het Zweedse filmbedrijf was bereid om de film door een buitenlands bedrijf te produceren, maar dan wel in co-productie met hen. Na een ontmoeting met Mehlman's kinderen ging Astrid Lindgren ook akkoord. Nu hij toestemming had, hoefde Mehlman alleen nog voldoende geld bijeen te krijgen voor een film. Mehlman wilde zelf het project beheren en besloot om te overleggen met een vriend, de filmproducer Walter Moshay, die toevallig ook nog een Arabische investeerder genaamd Mishaal Kamal Adham op bezoek had. Die Arabier had nog nooit geld geïnvesteerd in een film, maar zijn dochters waren ook dol op Pippi Langkous. Dus besloot hij om de film volledig te financieren en zelfs de marketing van de film te betalen. Gary Mehlman, Walter Mossay en Mishaal Kamal Adham stichtten toen een bedrijf genaamd Longstocking Productions speciaal om deze film te produceren. Na het schrijven van het script kwam Astrid Lindgren om het goed te keuren. Ondertussen lanceerden ze een talentenjacht met 8000 deelnemers waaruit Tami Erin als winnaar kwam. De opnames startten in januari 1986 met als doel om de film op 27 november 1986 te laten verschijnen. De opnames vonden plaats op Amelia Island. De film liep echter vertraging op. Mehlman werkte in het verleden al samen met Columbia Pictures en Universal Studios, maar Columbia werd uiteindelijk de distributeur.

### Muziek
De soundtrack werd gecomponeerd door de Israëlitische filmcomponist Misha Segal. Het album werd door Atlantic Records uitgebracht in 1988 op lp en cd. Hieronder volgen de nummers.
1. "Pippi Longstocking is Coming Into Your Town"
2. "The Storm"
3. "The Gulf Stream"
4. "Ghost of Villa Villekula"
5. "Pippi March"
6. "Scrubbing Day"
7. "War of the Ice Cream"
8. "Beautiful Day at the Villa"
9. "Pastorale"
10. "Runnin' Away"
11. "Runnin' Away" (herneming)
12. "The Rescue"
13. "Mama"
14. "Sticky Situation"
15. "Pippi Saves the Day"
16. "Merry Christmas Tree"
17. "Father's Return"
18. "Kurre Kurre Islands"
19. "Goodbye Papa"
20. "We Live on the Seas"
21. "If You Ever Need Me"
22. "Pippi Longstocking is Coming Into Your Town" (herneming)

### Homemedia
Op 15 december 1988 verscheen deze film op VHS. Later op 29 juli 1992 verscheen het nogmaals op VHS. Uiteindelijk verscheen het op 13 augustus 1996 voor het laatst op VHS. Op 24 april 2001 verscheen het dan op dvd en op 29 december 2009 verscheen deze film nog eens op dvd samen met de film Matilda uit 1996.

## Prijzen en nominaties
| Jaar | Prijs                     | Categorie                | Uitslag     |
| ---- | ------------------------- | ------------------------ | ----------- |
| 1988 | Stinkers Bad Movie Awards | Worst Picture            | Genomineerd |
| 1989 | Golden Raspberry Award    | Worst Supporting Actress | Genomineerd |
| 1989 | Golden Raspberry Award    | Worst New Star           | Genomineerd |